# Rapala kuraruna
Rapala kuraruna är en fjärilsart som beskrevs av Umeno 1936. Rapala kuraruna ingår i släktet Rapala och familjen juvelvingar. Inga underarter finns listade.